# فرودگاه گاننان شیاهه
فرودگاه گاننان شیاهه (به انگلیسی: Gannan Xiahe Airport) یک فرودگاه همگانی است. این فرودگاه در کشور چین قرار دارد.

## شرکت‌های هواپیمایی و مقصدهای پروازی
| شرکت‌های هواپیمایی | مقصدهای پروازی              |
| ----------------- | --------------------------- |
| سیچوان ایرلاینز   | لهاسا گونگار، شی‌آن شیان‌یانگ |